# Karl-Friedrich Brill
Karl-Friedrich Brill, auch Karl Friedrich Brill (* 18. Juli 1898 in Stolzenau; † 23. Oktober 1943 westlich vor San Stefano) war ein deutscher Dr.-Ing. und Fregattenkapitän der Reserve der Kriegsmarine.

## Leben
Karl-Friedrich Brill siedelte 1900 mit seinen Eltern aus Stolzenau nach Münder um, wo sein Vater als Pastor tätig war. Hier besuchte er die Volksschule und die Untertertia. Das Gymnasium besuchte er in Hameln.
Brill meldete sich im Juli 1915 aus der Unterprima und damit ohne Schulabschluss als Kriegsfreiwilliger und trat am 1. Oktober 1915 der Kaiserlichen Marine bei. Bis Februar 1916 war er zur Ausbildung an der Marineschule und auf dem Schulkreuzer Freya. Als Seekadett kam er bis Juli 1916 auf die Thüringen, mit welcher er an der Skagerrakschlacht teilnahm. Am 13. Juli 1916 zum Fähnrich zur See befördert, belegte er bis Januar 1917 weitere Ausbildungskurse und kam anschließend bis Kriegsende auf die Bremse. Zum 13. Dezember 1917 wurde er hier zum Leutnant zur See ernannt. Am 13. November 1919 wurde er aus der Marine verabschiedet.
Er arbeitete bei der Germaniawerft in Kiel und bei Hanomag in Hannover und begann Maschinenbau an der Technischen Hochschule Hannover zu studieren, sein Abitur war ihm zuerkannt worden. Er schloss sich zeitgleich, erst der Marine-Brigade von Loewenfeld später bis zum Kapp-Putsch der Marine-Brigade Ehrhardt an. Im Mai 1922 wurde er Diplom-Ingenieur und arbeitete in der Gutehoffnungshütte Sterkrade. Bis 1933 wurde er Betriebsleiter in einem Maschinenbau-Betrieb. Im selben Jahr promovierte er an der TH Aachen mit dem Thema Untersuchungen über den Reitstockspitzendruck beim Drehen schwerer Werkstücke. Brill führte Schruppversuche zum Verschleiß an Zentrierbohrungen und Körnerspitzen bei Werkstücken bis 6 t durch und konnte dabei die hohen Spitzendrücke als Hauptverschleißursache feststellen. Er entwickelte deswegen eine hydraulische Einrichtung für die Kompensation der axialen Spitzendrücke, welche letztendlich zu einem Patent führte. Aus seiner Forschung resultierten weitere Patente, u. a. für unterschiedliche Modifikationen eines Reitstocks.
1933 wurde er von Stahlhelm in die SA aufgenommen und war später Sturmbannführer z. V. der SA-Standarte 17.
Bereits vor Beginn des deutschen Überfalls auf Polen wurde die Roland, ein Seebäderschiff, von der Kriegsmarine requiriert, zum Minenschiff umgerüstet und am 24. August 1939 in Dienst gestellt. Brill war dann bis zum 31. Dezember 1939 als Kapitänleutnant der Reserve erster Kommandant des Schiffes.
Nach dem Umbau des ehemaligen Seebäderschiffs Cobra zu einem Minenschiff wurde er Anfang 1940 deren Kommandant und ab Juni 1941 Führer der Minenschiffgruppe Cobra, welche aus dem von ihm kommandierten Cobra, der Königin Luise und der Kaiser bestand. Am 21./22. Juni 1941 legte die Minenschiffgruppe Cobra unter seinem Kommando, gesichert von sechs Booten der 1. Schnellboot-Flottille und fünf Booten der 5. Räumbootsflottille, zwischen Kallbada-Grund und Pakerort die Sperre „Corbetha“ (400 EMC und 700 Sprengbojen). Von Anfang August 1941 bis Ende August 1941 wurde; Brill mit der Cobra die erste Sperre ausgelegt; die sogenannte „Juminda-Sperre“ vor dem Kap Juminda an der Nordküste Estlands.  Am 20. November 1941 erhielt er in der ersten Verleihungsrunde der Kriegsmarine das neu gestiftete Deutsche Kreuz in Gold verliehen. Am 27. Dezember 1941 erhielt er das Ritterkreuz verliehen. Weitere Unternehmen unter seinem Kommando folgten. Ende August 1942, das Schiff lag zur Überholung in einer niederländischen Werft, wurde die Cobra bei einem amerikanischen Luftangriff versenkt, wobei vier Besatzungsmitglieder starben.
Anschließend war er bis Juni 1943 Kommandant des Minenschiffs Brummer (ex norwegische Olav Tryggvason). In der Nacht zum 6. Februar 1943 führten er und die Zerstörer Z 31 und Theodor Riedel unbemerkt das Minenunternehmen Bantos B gegen die Reede von Kildin durch.
Anschließend wurde er – der ehemalige Kommandant Dr. Wunder war bei einem Flugzeugangriff getötet worden – Kommandant des Minenschiffs Brandenburg. Am 21. September 1943 wurde die Brandenburg nordöstlich der Insel Capraia von dem britischen U-Boot Unseen durch Torpedos versenkt. Brill überlebte den Schiffsuntergang, bei dem 25 Besatzungsmitglieder starben, und konnte anschließend ein neues Kommando antreten.
Kurz nach der Beschlagnahmung der italienischen Gasperi durch die Kriegsmarine übernahm Brill Ende September 1943 das Kommando über das Minenschiff und wurde am 1. Oktober 1943 zum Fregattenkapitän befördert. Auf seine Veranlassung hin erhielt es den Namen Juminda, was auf die Verlegung der sogenannten „Juminda-Sperre“ Mitte 1940 zurückzuführen ist. Unter seinem Kommando konnten fünf Operationen für das Legen von Defensiv-Sperren durchgeführt werden. Bei ihrem letzten Unternehmen wurde die Juminda in der Nacht vom 22. auf den 23. Oktober 1943 von den amerikanischen Schnellbooten PT 206, PT 212 und PT 216 des 15. Motortorpedoboot-Geschwaders zwei Seemeilen westlich von Santo Stefano versenkt. Brill und auch ein Großteil der Besatzung starben bei der Versenkung. Das Kriegstagebuch der Seekriegsleitung vermerkt für den 29. Oktober 1943:

„Entgegen bisheriger Annahme wurde Minenschiff ‚Juminda‘ am 24. 10 bei San Stefano nicht durch fdl. U.Boote sondern durch S-Boote versenkt. Dabei ist auch Verlust des bewährten Kommandanten K.Kpt. Brill zu beklagen.“

Die Leiche Brills wurde am 24. Oktober 1943 geborgen und am 28. Oktober 1943 in San Stefano beerdigt.
Postum erhielt er am 18. November 1943 das Eichenlaub zum Ritterkreuz des Eisernen Kreuzes. In einer Begründung wurde aufgeführt, dass unter seiner Leitung mehr als 9000 Minen und Sperrmittel ausgebracht worden waren. Mit dieser Verleihung hätte Brill eigentlich für das bereits verliehene Kriegsabzeichen für Minensuch-, U-Boot-Jagd- und Sicherungsverbände als einer von nur vier Personen insgesamt das Kampfabzeichen mit Brillanten erhalten müssen. Seiner Witwe wurde am 18. Mai 1944 das Kampfabzeichen mit Brillanten überreicht. Im Laufe des Krieges war er in der SA bis 1942 auch zum Standartenführer befördert worden.
Am 26. September 1944 benannte Adolf Hitler die 24. Minensuchflottille in „Minensuchflottille Karl-Friedrich Brill“ um.